# 石川総孝
石川 総孝（いしかわ ふさたか）は、江戸時代中期の常陸下館藩の世嗣。官位は従五位下・主水正。

## 略歴
3代藩主・石川総候の長男として誕生。母は大久保忠方の娘。正室は三浦明次の娘。
下館藩嫡子として生まれ、宝暦10年（1760年）、10代将軍・徳川家治に拝謁し、翌宝暦11年（1761年）叙任される。しかし、家督を継ぐことなく明和6年（1769年）に死去した。
子は娘一人（阿ふ・早世）で継子なく、弟・総弾が養嗣子となった。